# Unione africana di ginnastica
L'Unione africana di ginnastica (in francese Union africaine de gymnastique) o UAG è l'organismo di governo della ginnastica in Africa.
Ha sede ad Algeri.
Dopo una serie di discussioni e incontri a Tunisi nel 1988, è stata costituita nell'ottobre 1990 ad Algeri in occasione dei primi campionati africani di ginnastica artistica, dietro impulso ed incoraggiamento di Bruno Grandi, all'epoca le vicepresidente della Federazione internazionale di ginnastica.
Organizza i campionati africani di ginnastica artistica, di ginnastica rtitmica, di trampolino elastico e di ginnastica aerobica.